# Kevin P. Chilton
Kevin Patrick „Chily“ Chilton (* 3. November 1954 in Los Angeles, Kalifornien) ist ein ehemaliger US-amerikanischer Astronaut und General der United States Air Force im Ruhestand. Zwischen Juni 2006 und Oktober 2007 war er Befehlshaber des Air Force Space Command, anschließend bis Januar 2011 Oberbefehlshaber des U.S. Strategic Command.

## Militärische Laufbahn
Chilton erhielt 1976 den Grad Bachelor of Science in Ingenieurwesen von der US Air Force Academy, sein Offizierspatent als Second Lieutenant und 1977 mit Hilfe eines Guggenheim-Stipendiums einen Master of Science in Maschinenbau von der Columbia University.
Chilton trat 1976 in den Dienst der US Air Force. Nachdem er 1978 seine Ausbildung zum Piloten abgeschlossen und am 2. Juni 1978 seine Beförderung zum First Lieutenant erhalten hatte, wurde er bis 1980 in Südkorea, Japan und auf den Philippinen als Kampfpilot und als Pilotenausbilder eingesetzt. Nach der Beförderung zum Captain am 2. Juni 1980 wurde Chilton als Geschwaderpilot auf die Kadena Air Base auf Okinawa versetzt. 1982 kehrte Chilton in die Vereinigten Staaten zurück und besuchte die Staffeloffiziersschule auf der Maxwell Air Force Base in Alabama. Bis zu seiner Auswahl für die US Air Force Test Pilot School im Jahr 1984 arbeitete er als Fluglehrer auf der Holloman Air Force Base in New Mexico. Als Testpilot arbeitete er anschließend auf der Eglin Air Force Base in Florida. Während dieser Zeit wurde er am 2. Mai 1985 auch zum Major befördert.

## Astronautentätigkeit

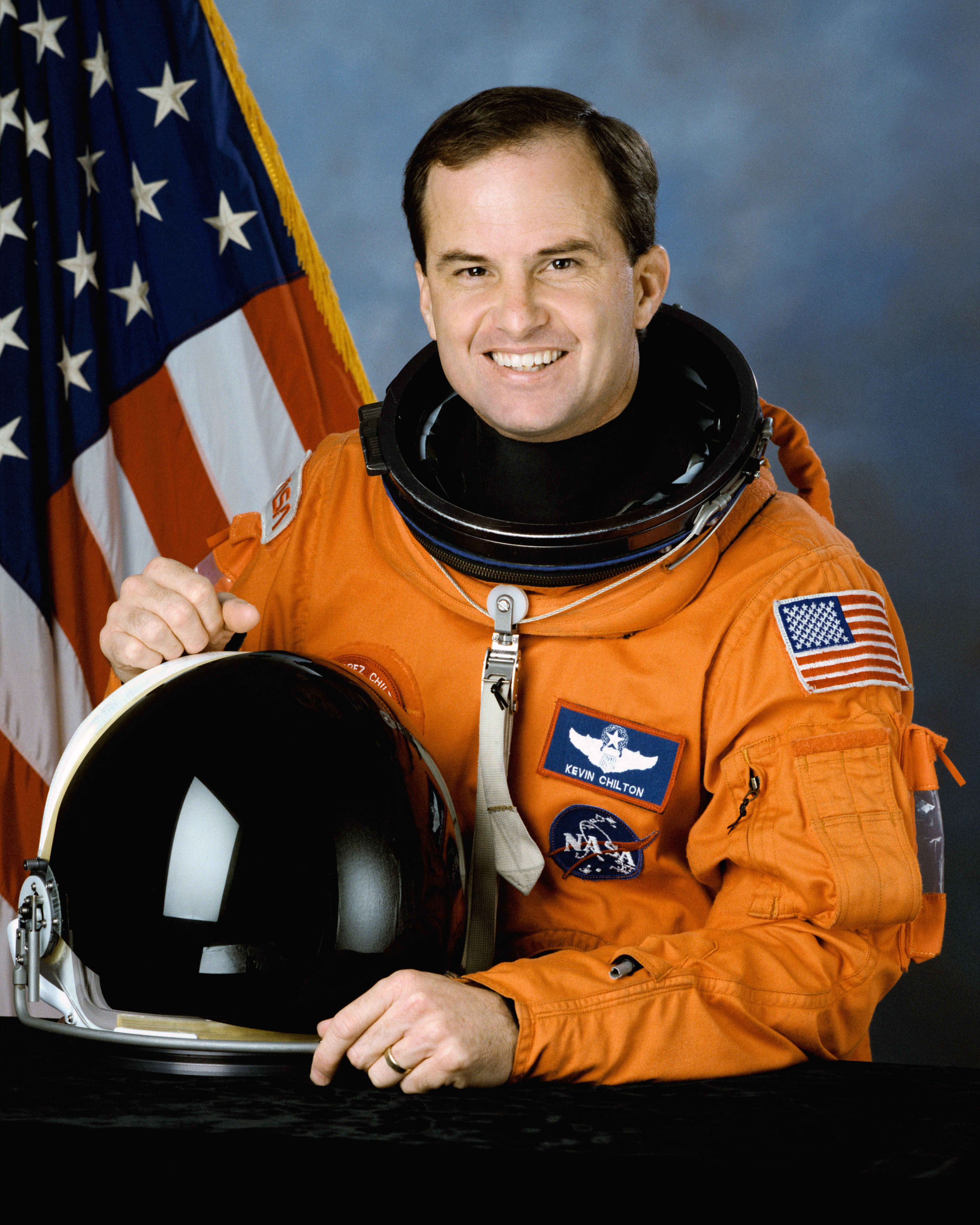
Chilton als Astronaut

Im August 1987 wurde Chilton von der NASA als Astronautenanwärter ausgewählt. Nach seiner Ausbildung zum Shuttlepiloten arbeitete er in der Entwicklungsabteilung des Astronautenbüros. Er war Sicherheitsoffizier für die T-38-Flugzeuge der NASA, Leiter der Unterstützungsmannschaften am Kennedy Space Center und leitender Verbindungssprecher für zahlreiche Shuttle-Flüge. Außerdem war Chilton von Mai 1996 bis August 1998 stellvertretender Programmmanager für die Internationale Raumstation (ISS). Während dieser Zeit wurde er am 2. Juni 1989 zum Lieutenant Colonel und am 1. Januar 1993 zum Colonel befördert.

### STS-49
Am 7. Mai 1992 flog Chilton als Pilot auf dem Jungfernflug der Raumfähre Endeavour zum ersten Mal ins All. Ziel dieser Mission war es, den zwei Jahre zuvor gestarteten Kommunikationssatelliten Intelsat VI-F3 für eine Reparatur zu bergen. Erst mit dem dritten Außenbordeinsatz (EVA) konnte der Satellit schließlich von Hand eingefangen werden. Daraufhin erhielt Intelsat einen neuen Apogäumsmotor, damit er eine vorgesehene geostationäre Umlaufbahn erreichen konnte. Bei einer weiteren EVA wurden Strukturen und Werkzeuge getestet.

### STS-59
Seinen nächsten Einsatz als Shuttlepilot hatte Chilton am 9. April 1994. An Bord der Raumfähre Endeavour wurde die sogenannte Space-Radar-Laboratory-Mission (SRL) durchgeführt. SRL bestand aus drei großen Radaranlagen und einem Kohlenmonoxid-Sensor die für Untersuchungen der Erdoberfläche und der Atmosphäre eingesetzt wurden. Echtzeitbeobachtungen von Oberflächenmerkmalen und Wetterbedingungen zusammen mit über 14.000 Fotografien halfen den Forschern bei der Auswertung der Daten.

### STS-76
Am 22. März 1996 startete Chilton als Kommandant der Raumfähre Atlantis zur russischen Raumstation Mir. Mit der dritten Rendezvous-Mission wurde die Astronautin Shannon Lucid zur Raumstation Mir gebracht. Außerdem wurden Versorgungsgüter, Ausrüstungen und Experimentiergut geliefert, verschiedene Geräte außenbords der Station montiert sowie technologische und biologische Experimente im Spacehab durchgeführt.

## Zurück in den militärischen Dienst
1998 verließ Chilton die NASA, kehrte zurück in den Dienst der US Air Force und übernahm bis zum Mai 1999 den Posten des stellvertretenden Operationsdirektors im Hauptquartier des Air Force Space Command auf der Peterson Air Force Base in Colorado. Anschließend übernahm er vom Mai 1999 bis zum September 2000 wieder ein Truppenkommando und kommandierte das 9. US-Aufklärungsgeschwader auf der Beale Air Force Base in Kalifornien. Vor dieser Verwendung erhielt er am 1. Mai 1999 seine Beförderung zum Brigadier General.
Im April 2000 wurde Chilton zum Joint Staff versetzt und diente dort als Direktor für Politisch-Militärische Zusammenarbeit für den asiatisch-pazifischen Raum und den Naher Osten. Zwei Jahre später, am 1. April 2002, folgte die Beförderung zum Major General und im August 2002 übernahm er dann – ebenfalls im Verteidigungsministerium – im Hauptquartier der US Air Force den Posten des Direktors für Programme im Büro des stellvertretenden Chief of Staff of the Air Force für Planungen und Programme. Im Zeitraum vom August 2004 bis zum August 2005 diente Chilton im Air Staff als amtierender assistierender Vizestabschef der Air Force und übernahm nach der Beförderung zum Lieutenant General am 9. August 2005 schließlich bis zum Juni 2006 als Kommandeur die 8. US-Luftflotte auf der Barksdale Air Force Base in Louisiana und war zudem Joint Functional Component Commander for Space and Global Strike des US Strategic Command auf der Offutt Air Force Base in Nebraska. Am 26. Juni 2006 wurde Chilton zum General befördert und auf die Peterson AFB versetzt, wo er das Air Force Space Command kommandierte.
Am 3. Oktober 2007 übernahm Chilton das – durch die Beförderung von General James E. Cartwright freigewordene – Kommando über das U.S. Strategic Command, das er bis zu seinem Eintritt in den Ruhestand am 28. Januar 2011 leitete.
Chilton ist der einzige ehemalige Astronaut, der den Rang eines Viersternegenerals erreichte (Stand November 2024). Drei weitere  Raumfahrer (Stafford, Helms, Truly) erreichten den Generalsrang mit drei Sternen (Generalleutnant bzw. Vizeadmiral).

## Privates
Chilton ist verheiratet und hat vier Kinder.

## Auszeichnungen
Auswahl der Dekorationen, sortiert in Anlehnung der Order of Precedence of the Military Awards:
- Air Force Distinguished Service Medal
- Defense Superior Service Medal (3 ×)
- Legion of Merit (2 ×)
- Distinguished Flying Cross
- Defense Meritorious Service Medal
- Meritorious Service Medal (2 ×)
- Air Force Commendation Medal
- National Defense Service Medal
- Global War on Terrorism Service Medal

Des Weiteren wurde er mit der NASA Space Flight Medal mit zweifachem Eichenlaub, der NASA Exceptional Service Medal und der NASA Outstanding Leadership Medal ausgezeichnet.

## Verweise